# Czarna Góra (Masyw Śnieżnika)

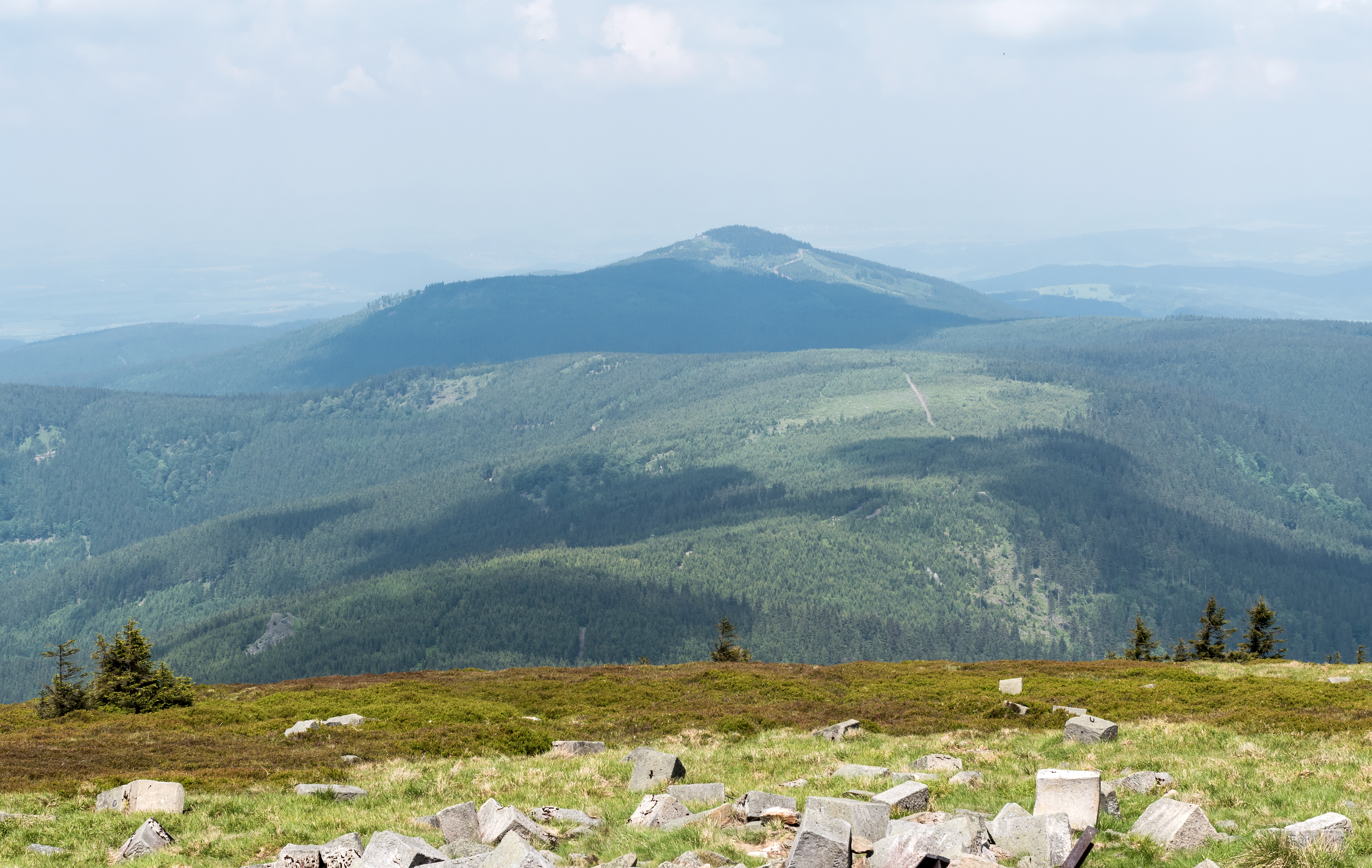
Żmijowiec i Czarna Góra widziane ze Śnieżnika

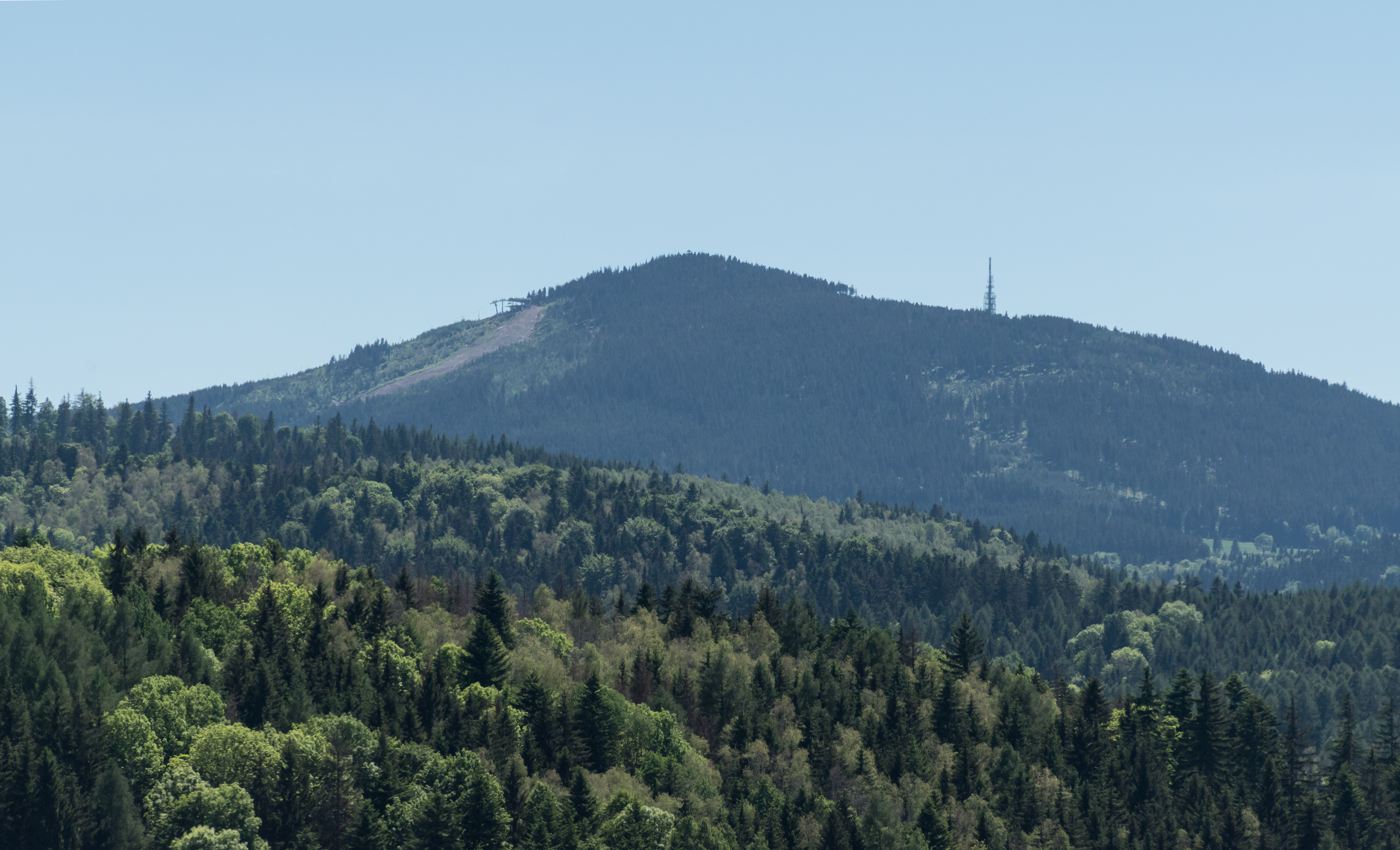
Czarna Góra od północy, po prawej widoczna antena nadajnika telewizyjnego

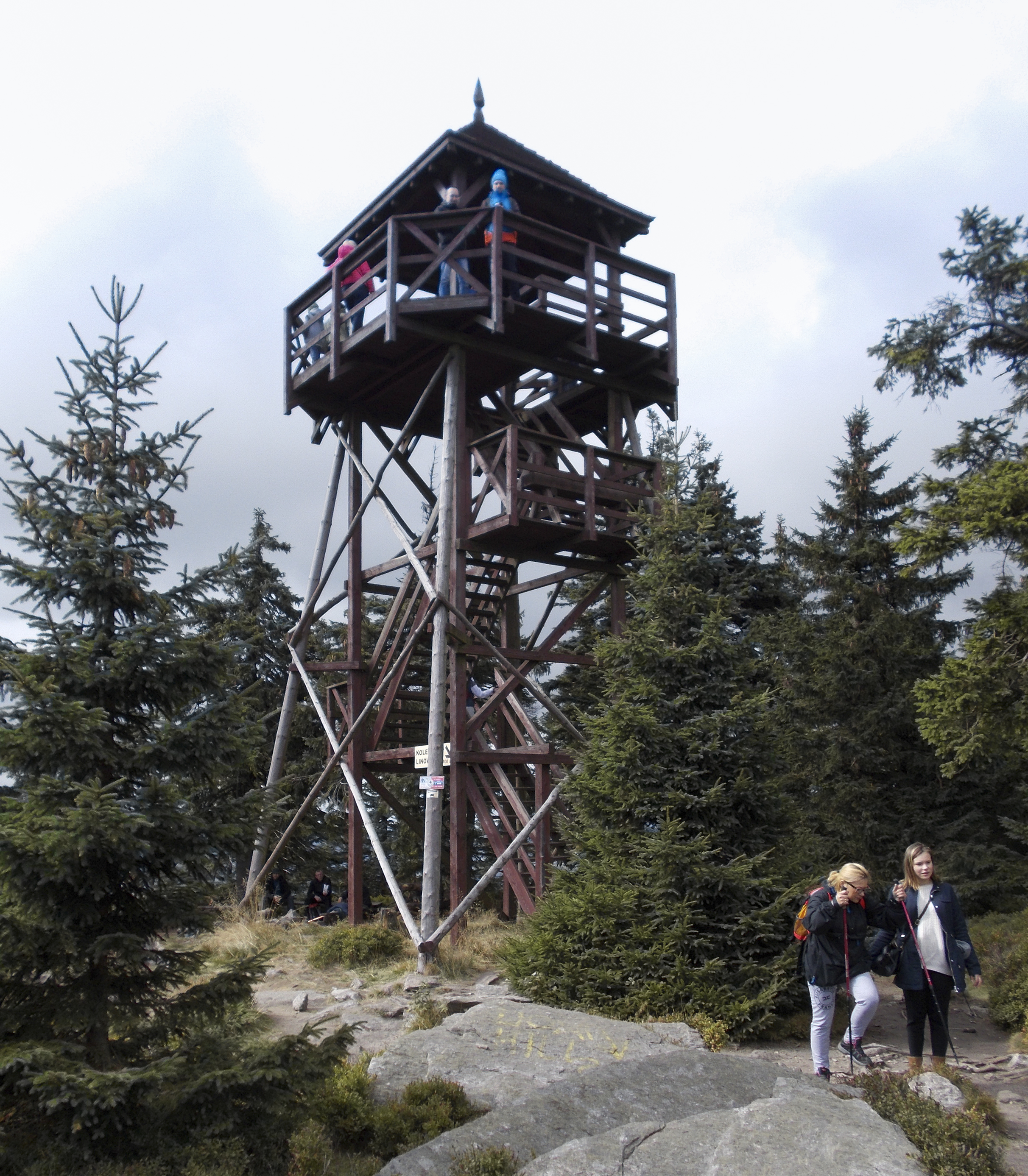
Wieża widokowa na szczycie

Czarna Góra (dawniej niem. Schwarzer Berg) – szczyt 1205 m n.p.m. w ramieniu Żmijowca w Masywie Śnieżnika, którego przedłużeniem jest pasmo Krowiarek (sama Czarna Góra do nich jednak nie należy – granicą między tymi pasmami jest Przełęcz Puchaczówka, położona ok. 1,5 km na północ od szczytu i blisko 350 m poniżej niego).

## Geografia
Północne i południowe stoki Czarnej Góry wznoszą się ponad grzbiet Żmijowca i Krowiarek na wysokość 150–300 m. Stoki wschodnie i zachodnie są znacznie dłuższe, opadając, odpowiednio, 500–700 m w dolinę Siennej i ku Rowowi Górnej Nysy.
Czarna Góra jest doskonale widoczna z niemal całej ziemi kłodzkiej jako wysoki i stromy szczyt, kontrastujący z szeroką kopułą Śnieżnika. Jest z nim często mylona, ponieważ z dna Kotliny Kłodzkiej wydaje się być od niego wyższa. Nazwa góry (dawniej niem. Schwarzer Berg) przypuszczalnie wzięła się stąd, że porośnięty lasem szczyt oglądany był zwykle od północnej, ciemnej strony.

## Budowa geologiczna
Masyw Czarnej góry zbudowany jest z gnejsów należących do metamorfiku Lądka i Śnieżnika. Jedynie północno-wschodnie, dolne partie zboczy zbudowane są z łupków łyszczykowych serii strońskiej. Pod szczytem, od wschodniej strony znajduje się rozległe głazowisko (gołoborze).

## Infrastruktura
Na północnym stoku Czarnej Góry, kilkaset metrów od szczytu, znajduje się maszt nadajnika telewizyjnego, stojący na zamkniętym terenie. Światła tego obiektu są przy bezchmurnej pogodzie widoczne z wielu kilometrów, stanowiąc dobry punkt orientacyjny. Na samym szczycie od 2001 do 2021 stała drewniana wieża widokowa.
Na jej północno-wschodnim zboczu, we wsi Sienna, otwarto na początku tego wieku ośrodek narciarski o tej samej nazwie.

## Wieża widokowa
Drewniana, 14 m wieża widokowa wybudowana została w 2001 r. przy okazji budowy ośrodka narciarskiego. W 2021 roku rozebrana ze względu na zły stan techniczny. Dzisiaj można zobaczyć jedynie ślad po fundamentach.

## Turystyka
Przez Czarną Górę przechodzą piesze szlaki turystyczne:
- zielony, z Międzygórza do Stronia Śląskiego,
- czerwony (Główny Szlak Sudecki) z Hali Pod Śnieżnikiem do Lądka-Zdroju.

W okolicach Czarnej Góry znajduje się wiele tras rowerowych o różnym poziomie trudności, w tym 3 trasy do kolarstwa zjazdowego. Jedna z nich zaliczana jest do najtrudniejszych w Polsce. W 2009 odbyła się tam edycja Pucharu Polski w downhillu.